# Línea 5 (TUC Pamplona)
| 5 | Orvina 3 ↔ Nafarroako Unibertsitatea Orvina 3 ↔ Universidad de Navarra |

La línea 5 del Transporte Urbano Comarcal de Pamplona (EHG/TUC) es una línea de autobús urbano que conecta los barrios de Chantrea, Milagrosa e Iturrama con el centro de Pamplona.
A lo largo de su recorrido conecta lugares importantes como el parque del Mundo, el Puente de la Magdalena, la plaza de toros Monumental de Pamplona, el Frontón de Labrit, la plaza del Castillo, la calle Estafeta, el Teatro Gayarre, la plaza de las Merindades, la plaza Príncipe de Viana, la estación de autobuses de Pamplona, la plaza de los Fueros, la Ciudadela de Pamplona y la Universidad de Navarra.

## Historia
La línea abrió en 1953, explotada por la empresa La Villavesa SA. Unía la Milagrosa con la Chantrea, pasando por la plaza de la Argentina.
En 1969, tras el cierre de La Villavesa SA, la línea pasa a manos de la COTUP.
En 1991 se dividió la línea en dos distintas: la 5 y la 11, de nueva creación, siendo la 5 la que obtenía el recorrido Orvina 1 y 3 ↔ Universidad Pública.
En 1999, con la reordenación del Transporte Urbano Comarcal, se elimina el recorrido por la Milagrosa y se añaden paradas en los barrios de Azpilagaña e Iturrama, finalizando su trayecto en la Universidad de Navarra.
En septiembre de 2017, con el conocido como Plan de Amabilización del Centro de Pamplona, se eliminó el paso por la plaza de las Merindades, sentido Orvina 3, y se añadió una parada en Paulino Caballero.
El 21 de enero de 2019 entró en vigor una nueva parada en la localidad de Cordovilla, que tenía servicio una vez cada hora. No obstante, ese servicio fue sustituido por uno de la línea 23 en septiembre de ese mismo año, no sin polémica por los horarios, a los cuales los vecinos se habían adaptado para el nuevo curso, y que fueron modificados 3 días antes de su inicio.

## Explotación

### Frecuencias
La línea está operativa todos los días del año. Estas son las frecuencias:
- Laborables: 15' (de 06:30 a 22:15)
- Sábados: 20' (de 06:30 a 22:10)
- Domingos y festivos: 20' (de 06:30 a 22:10)

### Recorrido
Todos los autobuses realizan todo el recorrido.

## Paradas
|  | Parada                                               | Parada | Parada | Parada | Parada                                                | Municipio | Correspondencia                           |  |
|  | ---------------------------------------------------- | ------ | ------ | ------ | ----------------------------------------------------- | --------- | ----------------------------------------- |  |
|  | Calle de Fermin Daoiz nº1                            |        | ■      |        | Fermin Daoizaren Kalea 1                              | Pamplona  |                                           |  |
|  | Calle de San Cristóbal (Calle Huarte)                |        | ■      |        | San Kristobaleko Kalea (Uharte Kalea)                 | Pamplona  | 3 7 21                                    |  |
|  | Calle de San Cristóbal (Plaza Chantrea)              |        | ■      |        | San Kristobaleko Kalea (Txantrea Plaza)               | Pamplona  | 3 7 21                                    |  |
|  | Calle de San Cristóbal nº9                           |        | ■      |        | San Kristobaleko Kalea 9                              | Pamplona  | 3 7 21                                    |  |
|  | Calle Magdalena (Calle Imarcoain)                    |        | ■      |        | Magdalena Kalea (Imarkoain Kalea)                     | Pamplona  | 3 21                                      |  |
|  | Calle Magdalena (frente nº4)                         |        | ■      |        | Magdalena Kalea (4aren parean)                        | Pamplona  | 3 11 21                                   |  |
|  | Puente de la Magdalena                               |        | ■      |        | Magdalenako Zubia                                     | Pamplona  | 3 11 21                                   |  |
|  | Bajada de Labrit                                     |        | ■      |        | Labriteko Aldapa                                      | Pamplona  | 2 3 6 11 21                               |  |
|  | Calle de los Teobaldos nº1-5                         |        | ■      |        | Teobaldoaren Kalea 1-5                                | Pamplona  | 1 2 3 4 6 8 9 10 11 12 17 18 20 22 23 25  |  |
|  | Avenida de Zaragoza nº6-8                            |        | ■      |        | Zaragozako Etorbidea 6-8                              | Pamplona  | 1 2 3 4 8 9 10 11 12 15 17 18 20 21 23 25 |  |
|  | Avenida de Zaragoza (frente nº13)                    |        | ■      |        | Zaragozako Etorbidea (13aren parean)                  | Pamplona  | 1 2 11 23                                 |  |
|  | Avenida de Zaragoza (frente nº25)                    |        | ■      |        | Zaragozako Etorbidea (25aren parean)                  | Pamplona  | 1 2 11 16 23                              |  |
|  | Avenida de Zaragoza nº32                             |        | ■      |        | Zaragozako Etorbidea 32                               | Pamplona  | 11 16                                     |  |
|  | Avenida de Zaragoza nº56-58                          |        | ■      |        | Zaragozako Etorbidea 56-58                            | Pamplona  | 11 16                                     |  |
|  | Calle Buenaventura Iñiguez nº8                       |        | ■      |        | Iñigez Kalea 8                                        | Pamplona  | 19                                        |  |
|  | Calle de Iturrama (frente nº11)                      |        | ■      |        | Iturramako Kalea (11aren parean)                      | Pamplona  | 2 19 23                                   |  |
|  | Universidad de Navarra (Colegio Mayor Mendaur)       |        | ■      |        | Nafarroako Unibertsitatea (Mendaur Ikastetxe Nagusia) | Pamplona  | 23                                        |  |
|  |                                                      |        |        |        |                                                       |           |                                           |  |
|  | Universidad de Navarra (Colegio Mayor Mendaur)       |        | ■      |        | Nafarroako Unibertsitatea (Mendaur Ikastetxe Nagusia) | Pamplona  | 23                                        |  |
|  | Calle de Iturrama nº15                               |        | ■      |        | Iturramako Kalea 15                                   | Pamplona  | 2 19 23                                   |  |
|  | Calle Buenaventura Iñiguez (Plaza Maestro Turrillas) |        | ■      |        | Iñigez Kalea (Turrillas Maisua Plaza)                 | Pamplona  | 19                                        |  |
|  | Avenida de Zaragoza nº61                             |        | ■      |        | Zaragozako Etorbidea 61                               | Pamplona  | 11 16                                     |  |
|  | Avenida de Zaragoza nº45-47                          |        | ■      |        | Zaragozako Etorbidea 45-47                            | Pamplona  | 11 16                                     |  |
|  | Avenida de Zaragoza nº25                             |        | ■      |        | Zaragozako Etorbidea 25                               | Pamplona  | 1 2 11 16 23                              |  |
|  | Avenida de Zaragoza nº13                             |        | ■      |        | Zaragozako Etorbidea 13                               | Pamplona  | 1 2 11 23                                 |  |
|  | Calle de Navarro Villoslada (Plaza de la Cruz)       |        | ■      |        | Navarro Villosladaren Kalea (Gurutzeko Plaza)         | Pamplona  | 11                                        |  |
|  | Calle de Paulino Caballero nº15                      |        | ■      |        | Paulino Caballeroren Kalea 15                         | Pamplona  | 1 2 3 4 6 8 9 10 11 12 17 18 20 22 23 25  |  |
|  | Calle Cortes de Navarra (Avenida Carlos III)         |        | ■      |        | Nafarroako Gorteen Kalea (Karlos III Etorbidea)       | Pamplona  | 2 3 6 11 21                               |  |
|  | Puente de la Magdalena                               |        | ■      |        | Magdalenako Zubia                                     | Pamplona  | 3 11 21                                   |  |
|  | Calle Magdalena (frente nº1)                         |        | ■      |        | Magdalena Kalea (1aren parean)                        | Pamplona  | 3 11 21                                   |  |
|  | Magdalena Kalea (Calle Cuenca de Pamplona)           |        | ■      |        | Magdalena Kalea (Iruñerriko Kalea)                    | Pamplona  | 3 7 21                                    |  |
|  | Calle de San Cristóbal (frente Centro de Salud)      |        | ■      |        | San Kristobaleko Kalea (Osasun Etxearen parean)       | Pamplona  | 3 7 21                                    |  |
|  | Calle de San Cristóbal nº42                          |        | ■      |        | San Kristobaleko Kalea 42                             | Pamplona  | 3 7 21                                    |  |
|  | Calle de Fermin Daoiz nº1                            |        | ■      |        | Fermin Daoizaren Kalea 1                              | Pamplona  |                                           |  |

## Tráfico
| Año  | Pasajeros | Variación |
| ---- | --------- | --------- |
| 2018 | 1 259 089 | ▲ 4,7%    |
| 2019 | 1 317 909 | ▲ 4,7%    |

## Futuro
No se prevén nuevas extensiones o modificaciones del servicio por ahora.